# Wiki Loves Earth

Wiki Loves Earth

Wiki Loves Earth (WLE) es un concurso fotográfico internacional anual desarrollado durante el mes de mayo, organizado por la Comunidad de Wikipedia con la ayuda de los capítulos locales de Wikimedia afiliados en todo el mundo. Los participantes toman fotografías del patrimonio natural local en sus países y son cargadas en Wikimedia Commons. El concurso se centra en las áreas de conservación de los países participantes con el objetivo de motivar a las personas para tomar fotografías de estas vistas para ponerlas bajo una licencia libre, las cuales pueden ser reutilizadas no sólo en Wikipedia sino también en todas partes por todo el mundo.
El primer concurso Wiki Loves Earth se desarrolló el 2013 en Ucrania como proyecto piloto. Fue encabezado por el etnógrafo Yevhen Buket. En los años siguientes el concurso llegó a ser internacional y se extendió a otros países. En el 2014, el concurso se extendió más allá Europa, con un total de 16 países participantes. La edición 2015 de Wiki Loves Earth ha visto más de 8500 concursantes participando de 26 países, con más de 100 000 registros de fotografías. El primer premio de la edición 2015 de Wiki Loves Earth lo ganó una foto del lago Kachura Inferior, en Pakistán. Wiki Loves Earth 2016 tuvo más de 7000 participantes de 26 países, con más de 75 000 fotografías entregadas. En 2017 participaron 36 países con más de 130 000 imágenes, en 2018 participaron 32 países con más de 89 000 imágenes, y en 2019 un total de 37 países aportaron más de 94 000 imágenes. La edición de 2020, se organizó con algunos cambios debido a la pandemia de Covid-19 y en ella participaron 34 países y se consiguieron más 105 000 imágenes.
Wiki Loves Earth es el concurso hermano de Wiki Loves Monuments, el cual también es un concurso fotográfico internacional anual desarrollado durante el mes de septiembre, organizado en todo el mundo por la comunidad Wikipedia con foco en monumentos históricos locales y sitios patrimoniales. Según el Libro Guinness de los Récords, Wiki Loves Monuments es el concurso de fotografía más grande del mundo.

## Ganadores
| Año  | Fotógrafo           | País      | Descripción |
| ---- | ------------------- | --------- | --- |
| 2013 | Krasnickaja Katya   | Ucrania   | Dawn in the Ai-Petri Yaila nature reserve (zakaznik).                                                                        |
| 2014 | Balkhovitin         | Ucrania   | View of Carpathian National Park from Hoverla, Ivano-Frankivsk Oblast.                                                       |
| 2015 | Zaeem Siddiq        | Pakistán  | Shangrila resorts, Skardu. This lake is also known as Lower Kachura lake. Central Karakoram National Park, Gilgit–Baltistan. |
| 2016 | Cedomir Zarkovic    | Serbia    | Stopića cave is a limestone cave near Sirogojno, on the slopes of Mount Zlatibor in the Dinaric Alps.                        |
| 2017 | Sergey Pesterev     | Rusia     | Isla Ogoi en invierno, lago Baikal, parque nacional Pribaikalsky.                                                            |
| 2018 | Ekaterina Vasyagina | Rusia     | Cape Stolbchaty at the Kunashir Island after sunset. Kurils Nature Reserve, Russia                                           |
| 2019 | Sven Damerow        | Alemania  | Banded demoiselle hovering near a dandelion's seedhead at Gülper See lake in Brandenburg, Germany                            |
| 2020 | Touhid biplob       | Bangladés | Chestnut-tailed starling (Sturnia malabarica) in Satchari National Park, Bangladés                                           |

## Estadísticas
| Año  | Países | Fotos subidas | Participantes |
| ---- | ------ | ------------- | ------------- |
| 2013 | 1      | 9695          | 346           |
| 2014 | 14     | 62 541        | 2889          |
| 2015 | 25     | 104 201       | 8837          |
| 2016 | 24     | 109 936       | 13 187        |
| 2017 | 36     | 130 482       | 15 074        |
| 2018 | 32     | 89 683        | 7645          |
| 2019 | 37     | 94 699        | 9699          |
| 2020 | 34     | 106 240       | 9095          |